# Management by Results
Management by Results (deutsch „Führung durch Ergebniskontrolle“) ist in der Managementlehre und Personalführung der Anglizismus für eine Führungstechnik, bei der die Gewinnorientierung im Vordergrund steht.
Management dient dazu, die wirtschaftliche und soziale Effizienz der Unternehmensprozesse zu gewährleisten. Menschenführung ist jede zielbezogene, interpersonelle Verhaltensbeeinflussung mit Hilfe von Kommunikationsprozessen. Führungstechniken sind Vorgehensweisen und Maßnahmen der Personalführung in Personenvereinigungen (Unternehmen, Behörden, Ministerien) zur Verwirklichung vorgegebener Ziele (Unternehmensziele, Staatsziele), der Gestaltung der Führungssituation und der Behandlung der Mitarbeiter.
Den vorgegebenen Zielen werden die korrespondierenden Führungsziele der Führungskräfte untergeordnet, die diese mit Hilfe von Führungstechniken zu erreichen versuchen.

## Inhalt
Management by Results ist ergebnisorientierte Unternehmensführung, wobei Arbeitsergebnisse als Leistungsziele für die Arbeitsleistung vorgegeben werden. Es erfordert eine systematische Unternehmensplanung, eine Personalführung durch Arbeitsmotivation (Management by Motivation) und einen stetigen Soll-Ist-Vergleich mit Abweichungsanalyse. Dabei werden die Produkte und Dienstleistungen darauf untersucht, ob sie angemessene Gewinnmargen erbringen (Cashcows, Schnelldreher) und auf Wachstums- oder Zukunftsmärkten vertrieben werden. Bei den Kosten müssen die Kostenstrukturen auf Kostensenkungspotenziale untersucht werden. Aus der Erfüllung der Subziele Kostensenkung und Steigerung der Umsatzerlöse ergibt sich letztlich auch die Erfüllung des Ziels der Gewinnmaximierung, das vom Management by Results angestrebt wird. 

## Weitere „Management by“-Techniken
Es gibt eine Vielzahl dieser Führungstechniken, von denen die wichtigsten erwähnt werden:
| Führungstechnik             | wesentliches Merkmal                                                                                     |
| --------------------------- | --- |
| Management by Delegation    | Delegation von Aufgaben, Kompetenzen und Verantwortung                                                   |
| Management by Exception     | Entscheidungen werden nur für Ausnahmefälle getroffen                                                    |
| Management by Motivation    | Schwerpunkt liegt auf der Arbeitsmotivation                                                              |
| Management by Objectives    | im Mittelpunkt stehen Zielvorgaben für Leistungsziele                                                    |
| Management by Participation | im Vordergrund steht die Partizipation (Teilhabe) der Mitarbeiter am Entscheidungs- und Geschäftsprozess |
| Management by Results       | Kern ist das vorgegebene Arbeitsergebnis                                                                 |

Im Regelfall steht bei jeder Führungstechnik lediglich ein Merkmal des Führungsprozesses im Vordergrund.

## Organisatorische Aspekte
Frederick Winslow Taylor ging 1911 noch vom „Management by Direction and Control“ (deutsch „Führung durch Arbeitsanweisung und Kontrolle“) aus. Die erste entwickelte „Management-by“-Technik im organisatorischen Sinne war das 1954 von Peter F. Drucker vorgestellte Management by Objectives. Sukzessive kam es zu weiteren Varianten, die ein bestimmtes Merkmal in den Vordergrund stellten. Die erste Publikation zum Management by Results erschien 1961, worin der Autor unter „Results“ die Gewinne der Zukunft oder Ertragsziele verstand.
Zwischen den „Management-by“-Techniken gibt es mehrere Abhängigkeiten und Gemeinsamkeiten. Management by Objectives und Management by Results ähneln sich, Management by Delegation wiederum setzt Management by Objectives voraus. Während bei Management by Objectives Ziele gesetzt werden, gibt die Führungstechnik Management by Results Arbeitsergebnisse vor.